# Daytona USA 2001
Daytona USA 2001 (デイトナUSA 2001), appelé simplement Daytona USA en Amérique du Nord, est un jeu vidéo de course de NASCAR sorti exclusivement sur Dreamcast le 21 décembre 2000 au Japon et en 2001 dans le reste du monde. Le jeu a été développé par Amusement Vision et Genki et édité par Sega. Il fait partie de la série Daytona USA.

## Système de jeu

### Généralités
Daytona USA 2001 est un jeu vidéo de course dans lequel les joueurs pilotent des voitures de catégorie stock-car ; la conduite est de type arcade, c'est-à-dire que la prise en main des véhicules est immédiate, au contraire des simulations dans lesquelles le réalisme prime. En dehors du premier circuit sur lequel les véhicules sont déjà élancés avant le signal, les départs sont arrêtés sur une grille ; jusqu'à 40 compétiteurs participent aux courses. Un compte à rebours débute au lancement de chacune d'elles ; lorsque les joueurs franchissent des étapes, appelées check points, une durée supplémentaire est accordée. La course se termine lorsqu'un joueur humain a franchi la ligne d'arrivée, où lorsque le compte à rebours est écoulé.
Le jeu peut être utilisé avec une manette classique, mais aussi avec le Race Controller, le volant de la console, ou avec le Dreamcast Keyboard, le clavier de la machine.

### Différences avec les précédentes versions
Daytona USA 2001 est une nouvelle version de Daytona USA, sorti sur borne d'arcade en 1994 et dont il reprend les trois circuits. Les deux pistes ajoutées sur Daytona USA: Championship Circuit Edition, sorti sur Saturn en 1996, sont également incluses, ainsi que trois nouvelles exclusives. Chacun des huit circuits peut être parcouru de quatre manières différentes, ou « modes » : normal, inversé, miroir et miroir inversé.
Quatre véhicules sont proposés au lancement du jeu, mais d'autres peuvent être débloqués. Les habituels chevaux, présents dans chacune des précédentes versions grâce à un code, sont également annoncés.
En plus des options déjà présentes sur les anciens Daytona USA, le jeu en réseau est possible via le SegaNet, pour la troisième fois après Daytona USA: C.C.E. Net Link Edition, sorti exclusivement sur Saturn américaine le 16 février 1998 et Daytona USA: Circuit Edition, sorti uniquement sur Saturn japonaise le 24 janvier 1997. Ainsi, jusqu'à quatre joueurs peuvent s'affronter simultanément, alors qu'hors-ligne, seuls deux joueurs peuvent concourir sur le même écran.
De nombreux paramètres sont modifiables : nombre de participants, nombre de tours, type de gomme pour les pneus, etc. Les quatre vues habituelles — deux subjectives (une à la place du véhicule, au ras du sol, et une à la place du pilote, avec capot visible) et deux objectives (derrière le véhicule : une proche et une éloignée) — sont toujours présentes.

## Développement
Daytona USA 2001 a été porté par Genki, sous la supersivion de Amusement Vision et de son directeur, Toshihiro Nagoshi, lequel s'était déjà illustré sur le premier Daytona USA.
Aux États-Unis, le jeu a d'abord été annoncé sous le titre Daytona USA: Network Racing, du fait de sa compatibilité avec le SegaNet pour un jeu en ligne jusqu'à quatre joueurs, avant de prendre le nom de Daytona USA.

## Réception
Daytona USA 2001 reçoit des notes globalement positives. Metacritic lui attribue une moyenne de 86 %.
Les qualités graphiques sont majoritairement évoquées, notamment les corrections apportées aux problèmes de clipping, défaut présent dans les versions Saturn. À ce sujet, Gamekult reconnaît que « [l]'absence totale de clipping est fort appréciable et offre une profondeur de champ hallucinante ».
En revanche, la maniabilité du jeu est critiquée. Gamekult déplore que « [l]es premières sensations sont très désagréables. La maniabilité est horrible et la moindre pression, même la plus légère, fait déraper la voiture qui devient totalement incontrôlable. La gestion par défaut de l'analogique est une catastrophe et il faudra de nombreuses heures à tâtonner dans le calibrage des commandes avant de trouver une conduite décente. » ; il conseille aux « accros de l'arcade […] de se procurer un volant pour ressentir des sensations de conduite avoisinant celles des salles de jeux. ».
Gamekult résume : « graphiquement, Daytona USA 2001 est (toutes proportions gardées) une excellente adaptation de l'arcade. Le jeu bénéficie également d'une fluidité exemplaire et d'une vitesse appréciable, le tout bercé par une bande-son irréprochable ».